# Euryproctus numidicus
Euryproctus numidicus är en stekelart som beskrevs av Otto Schmiedeknecht 1900.
Euryproctus numidicus ingår i släktet Euryproctus och familjen brokparasitsteklar. Inga underarter finns listade i Catalogue of Life.